# Établissements Campagne
Pour les articles homonymes, voir Campagne (homonymie).
Les établissements Ernest Campagne sont  une entreprise de mécanique ayant  une activité importante dans la construction ferroviaire.

## Histoire
Ernest Campagne est né le 27 octobre 1871 à Clairac en Lot-et-Garonne et décède en 1952. Il est ingénieur de l'école centrale de Paris (1871-1952)
Il est un ami de Louis Renault. Il s'engage dans la construction de draisines, d'une conception très inspirée de la technique automobile. 
Le premier atelier est situé Boulevard de Belleville. Il existe toujours avec son fronton, orné du monogramme ECP (Ernest Campagne, Paris). 
Une seconde usine, embranchée au grand réseau, fut établie à Juvisy. On y produira des dizaines de draisines et de locotracteurs en  adaptant les modèles aux besoins de la clientèle. Ainsi des locotracteurs à vitesse lente, furent construits pour le canal de Panama.
En 1952, à son décès, son fils Claude reprend l'activité, puis l'usine est transférée en 1964 dans la commune de Saint-Léger-sur-Dheune, située dans le département de Saône-et-Loire , dans les locaux de la Soparc, tandis que les services administratifs restent  Rue La Boétie à Paris.
L'entreprise ferme en 1983, sans avoir pu trouver de repreneur.

## Production
Les éléments les plus connus de la production des Établissements Campagne sont certainement les draisines, produites à plusieurs centaines d'exemplaires, sous une multitude de formes. La firme s'est d'ailleurs spécialisée dans le véhicule sur mesure, à la demande du client.
Une grande quantité de locotracteurs, essentiellement à voie étroite a également été produite par l'entreprise. 
A l'écartement normal, une importante série est destinée au génie militaire, un exemplaire est préservé par le Chemin de fer de la vallée de l'Eure .
En outre, des engins ont été livrés à l'entreprise nommée la Cellulose du Rhône.

## Matériel préservé
On trouve des locotracteurs à voie étroite au Chemin de fer des Chanteraines au Musée des Transports de Pithiviers et au Chemin de fer touristique du Tarn. De nombreuses draisines sont préservées, notamment au Chemin de fer du Vivarais.
L'intégralité des équipements de l'usine ont été donnés par Colette Campagne à l'association du Tacot des Lacs.

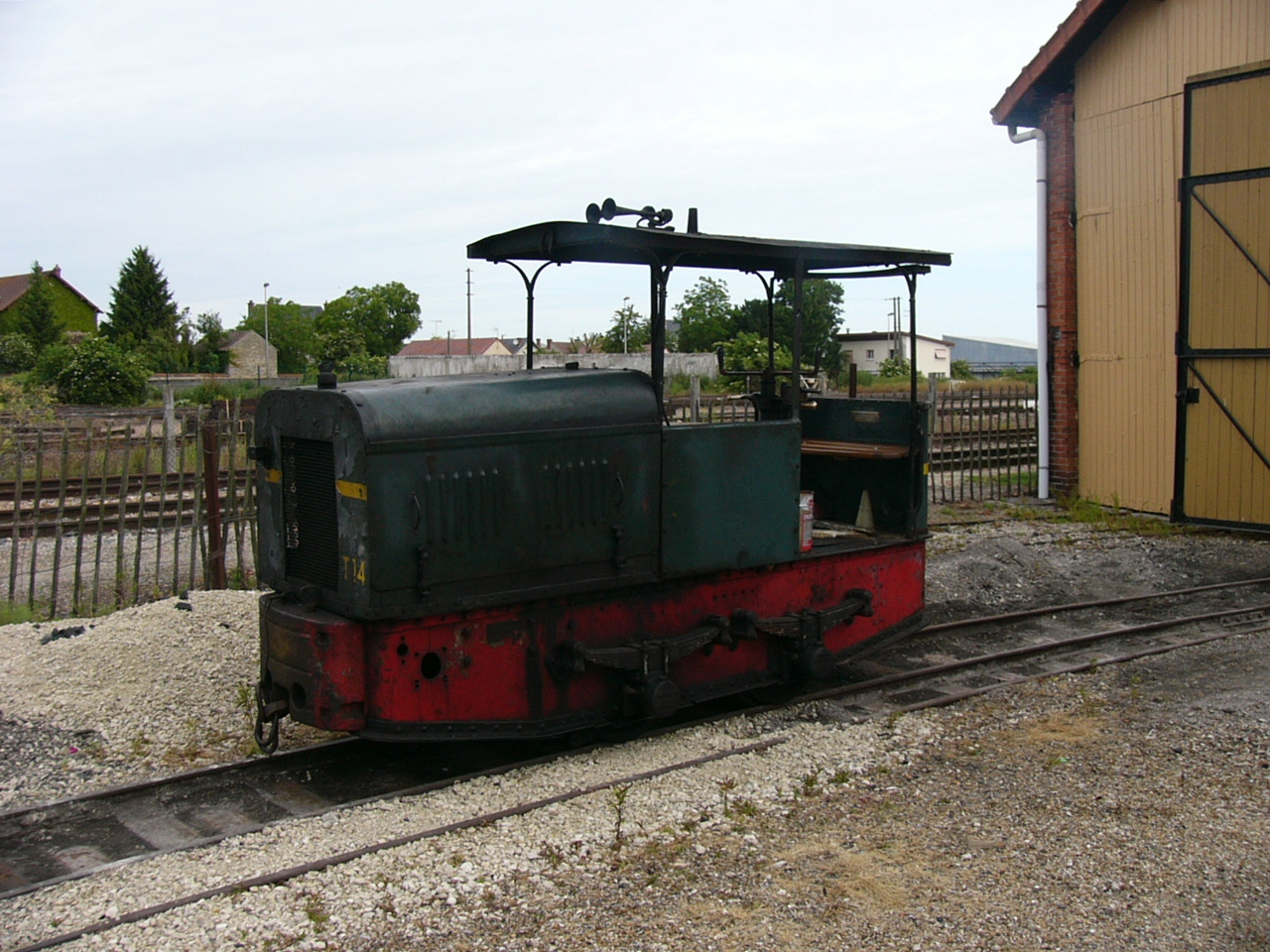
Le locotracteur Campagne 020 n° T14 de l'AMTP
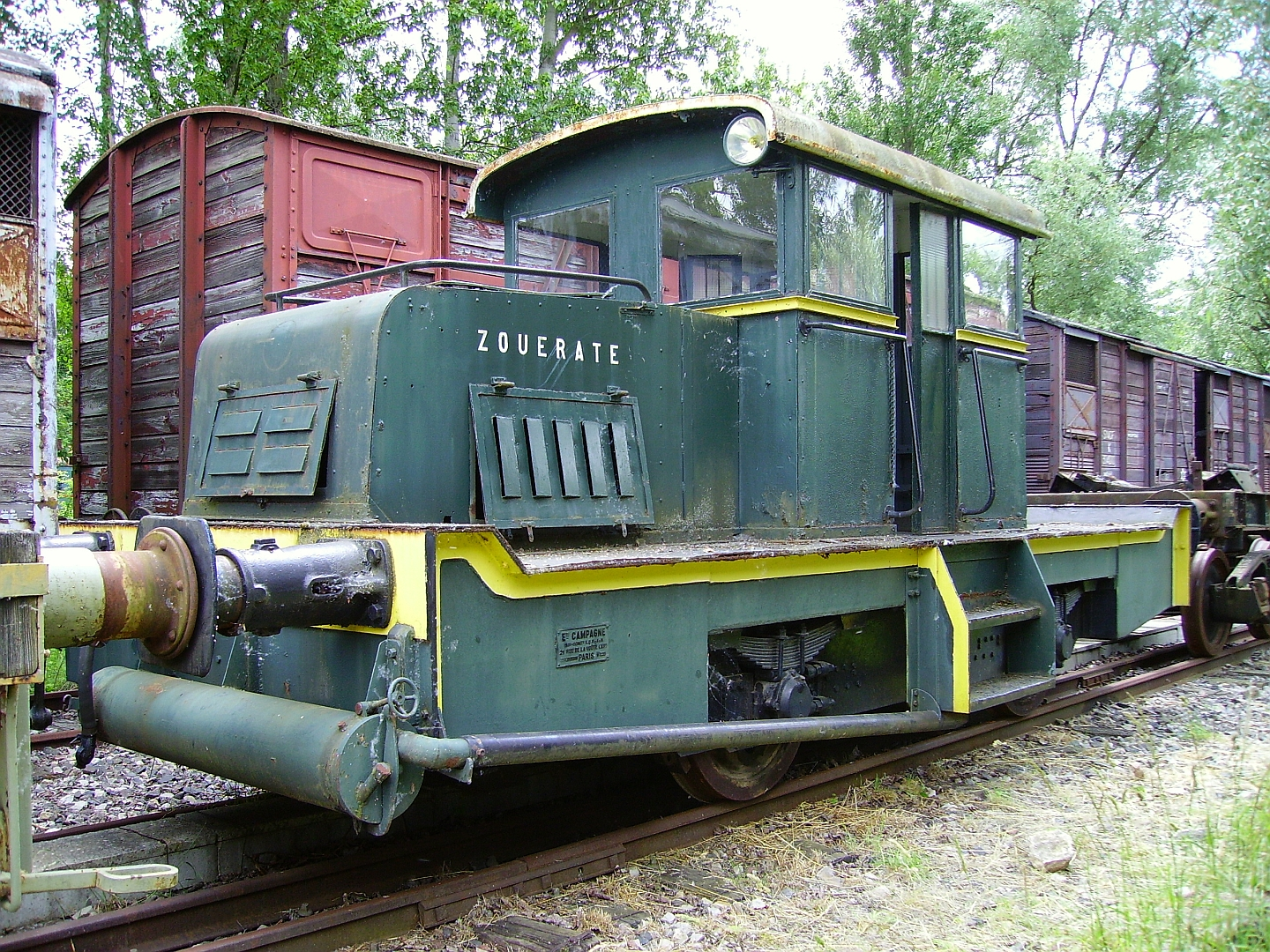
Un locotracteur Campagne à voie normale au 5e Régiment du Génie de Versailles.
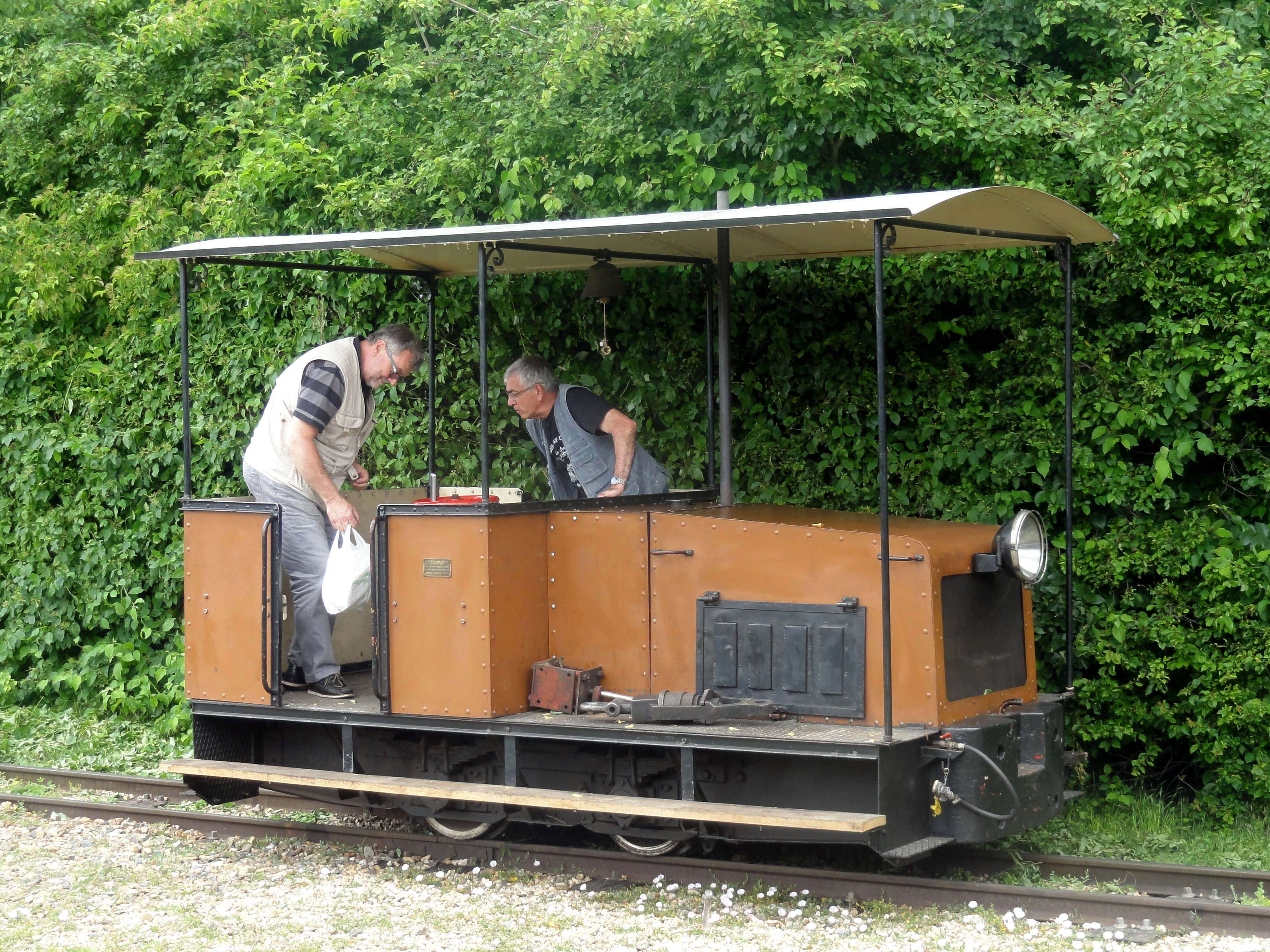
Le locotracteur Campagne n° 5 du chemin de fer des Chanteraines.